# AFL

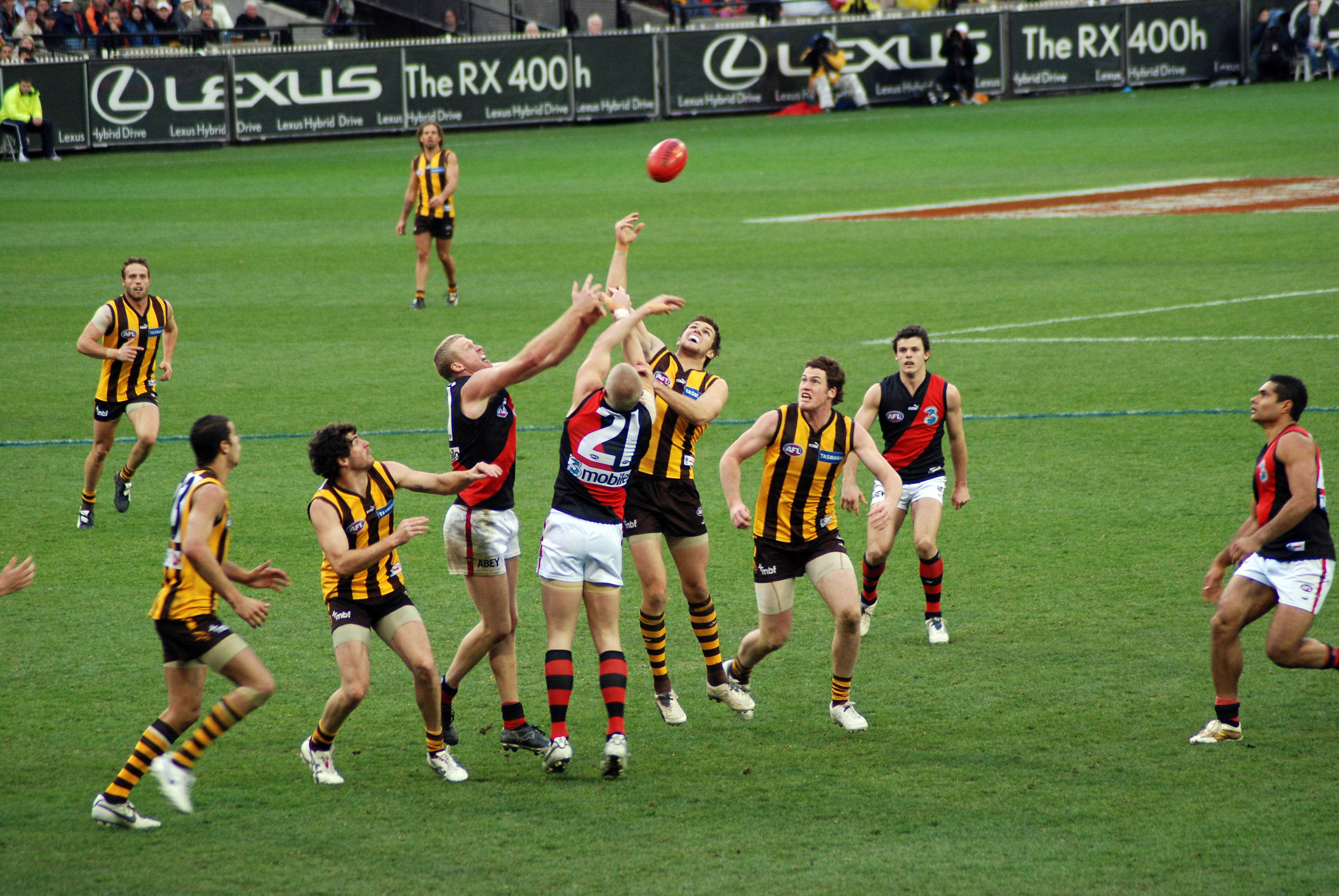
Zápas Hawks proti Bombers, rok 2007

AFL (Australian Football League, česky Liga australského fotbalu) je nejvyšší australskou soutěží v australském fotbalu. Je nejsledovanější sportovní ligou v zemi, návštěvy se pohybují kolem 25 000 diváků na zápas. Vznikla roku 1897 v Melbourne a do roku 1989 nesla název Victorian Football League (teprve roku 1982 vznikl první klub mimo stát Victoria, když se South Melbourne FC přestěhoval do Sydney a přejmenoval na Sydney Swans).
Ligu hraje osmnáct týmů, z nichž osm nejlepších po základní části postupuje do play off. Finále (Grand Final) se každoročně pořádá na Melbourne Cricket Ground, vždy poslední sobotu v září. Pro vítězný tým, je určen stříbrný pohár AFL Premiership Cup, nejlepší hráč sezóny obdrží cenu Brownlow Medal. 

## Vítězové
| Rok  | Domácí            | Výsledek                 | Hosté            |
| ---- | ----------------- | ------------------------ | ---------------- |
| 1897 | Essendon          |                          | Geelong          |
| 1898 | Fitzroy           | 38:23                    | Essendon         |
| 1899 | Fitzroy           | 27:26                    | South Melbourne  |
| 1900 | Melbourne         | 34:30                    | Fitzroy          |
| 1901 | Essendon          | 43:16                    | Collingwood      |
| 1902 | Collingwood       | 60:27                    | Essendon         |
| 1903 | Collingwood       | 33:29                    | Fitzroy          |
| 1904 | Fitzroy           | 61:37                    | Carlton          |
| 1905 | Fitzroy           | 30:17                    | Collingwood      |
| 1906 | Carlton           | 94:45                    | Fitzroy          |
| 1907 | Carlton           | 50:45                    | South Melbourne  |
| 1908 | Carlton           | 35:26                    | Essendon         |
| 1909 | South Melbourne   | 38:36                    | Carlton          |
| 1910 | Collingwood       | 61:47                    | Carlton          |
| 1911 | Essendon          | 41:35                    | Collingwood      |
| 1912 | Essendon          | 47:33                    | South Melbourne  |
| 1913 | Fitzroy           | 55:43                    | St Kilda         |
| 1914 | Carlton           | 45:39                    | South Melbourne  |
| 1915 | Carlton           | 78:45                    | Collingwood      |
| 1916 | Fitzroy           | 85:56                    | Carlton          |
| 1917 | Collingwood       | 74:39                    | Fitzroy          |
| 1918 | South Melbourne   | 62:57                    | Collingwood      |
| 1919 | Collingwood       | 78:53                    | Richmond         |
| 1920 | Richmond          | 52:35                    | Collingwood      |
| 1921 | Richmond          | 36:32                    | Carlton          |
| 1922 | Fitzroy           | 79:68                    | Collingwood      |
| 1923 | Essendon          | 63:46                    | Fitzroy          |
| 1924 | Essendon          |                          | Richmond         |
| 1925 | Geelong           | 79:69                    | Collingwood      |
| 1926 | Melbourne         | 119:72                   | Collingwood      |
| 1927 | Collingwood       | 25:13                    | Richmond         |
| 1928 | Collingwood       | 96:63                    | Richmond         |
| 1929 | Collingwood       | 79:50                    | Richmond         |
| 1930 | Collingwood       | 100:70                   | Geelong          |
| 1931 | Geelong           | 68:48                    | Richmond         |
| 1932 | Richmond          | 92:83                    | Carlton          |
| 1933 | South Melbourne   | 71:29                    | Richmond         |
| 1934 | Richmond          | 128:89                   | South Melbourne  |
| 1935 | Collingwood       | 78:58                    | South Melbourne  |
| 1936 | Collingwood       | 89:76                    | South Melbourne  |
| 1937 | Geelong           | 122:90                   | Collingwood      |
| 1938 | Carlton           | 100:85                   | Collingwood      |
| 1939 | Melbourne         | 148:95                   | Collingwood      |
| 1940 | Melbourne         | 107:68                   | Richmond         |
| 1941 | Melbourne         | 127:98                   | Essendon         |
| 1942 | Essendon          | 132:79                   | Richmond         |
| 1943 | Richmond          | 86:81                    | Essendon         |
| 1944 | Fitzroy           | 66:51                    | Richmond         |
| 1945 | Carlton           | 103:75                   | South Melbourne  |
| 1946 | Essendon          | 150:87                   | Melbourne        |
| 1947 | Carlton           | 86:85                    | Essendon         |
| 1948 | Melbourne         | 89:50                    | Essendon         |
| 1949 | Essendon          | 125:52                   | Carlton          |
| 1950 | Essendon          | 92:54                    | North Melbourne  |
| 1951 | Geelong           | 81:70                    | Essendon         |
| 1952 | Geelong           | 86:40                    | Collingwood      |
| 1953 | Collingwood       | 77:65                    | Geelong          |
| 1954 | Footsgray         | 102:51                   | Melbourne        |
| 1955 | Melbourne         | 64:36                    | Collingwood      |
| 1956 | Melbourne         | 111:48                   | Collingwood      |
| 1957 | Melbourne         | 116:55                   | Essendon         |
| 1958 | Collingwood       | 82:64                    | Melbourne        |
| 1959 | Melbourne         | 115:78                   | Essendon         |
| 1960 | Melbourne         | 62:14                    | Collingwood      |
| 1961 | Hawthorn          | 93:51                    | Footsgray        |
| 1962 | Essendon          | 90:58                    | Carlton          |
| 1963 | Geelong           | 109:60                   | Hawthorn         |
| 1964 | Melbourne         | 64:60                    | Collingwood      |
| 1965 | Essendon          | 105:70                   | St Kilda         |
| 1966 | St Kilda          | 74:73                    | Collingwood      |
| 1967 | Richmond          | 114:105                  | Geelong          |
| 1968 | Carlton           | 56:53                    | Essendon         |
| 1969 | Richmond          | 85:60                    | Carlton          |
| 1970 | Carlton           | 111:101                  | Collingwood      |
| 1971 | Hawthorn          | 82:75                    | St Kilda         |
| 1972 | Carlton           | 177:145                  | Richmond         |
| 1973 | Richmond          | 116:86                   | Carlton          |
| 1974 | Richmond          | 128:87                   | North Melbourne  |
| 1975 | North Melbourne   | 122:67                   | Hawthorn         |
| 1976 | Hawthorn          | 100:70                   | North Melbourne  |
| 1977 | North Melbourne   | 151:124                  | Collingwood      |
| 1978 | Hawthorn          | 121:103                  | North Melbourne  |
| 1979 | Carlton           | 82:77                    | Collingwood      |
| 1980 | Richmond          | 159:78                   | Collingwood      |
| 1981 | Carlton           | 92:72                    | Collingwood      |
| 1982 | Carlton           | 103:85                   | Richmond         |
| 1983 | Hawthorn          | 140:63                   | Essendon         |
| 1984 | Essendon          | 105:81                   | Hawthorn         |
| 1985 | Essendon          | 170:92                   | Hawthorn         |
| 1986 | Hawthorn          | 110:70                   | Carlton          |
| 1987 | Carlton           | 104:73                   | Hawthorn         |
| 1988 | Hawthorn          | 152:56                   | Melbourne        |
| 1989 | Hawthorn          | 144:138                  | Geelong          |
| 1990 | Collingwood       | 89:41                    | Essendon         |
| 1991 | Hawthorn          | 139:86                   | West Coast       |
| 1992 | West Coast Eagles | 113:85                   | Geelong          |
| 1993 | Essendon          | 133:89                   | Carlton          |
| 1994 | West Coast        | 143:63                   | Geelong          |
| 1995 | Carlton           | 141:80                   | Geelong          |
| 1996 | North Melbourne   | 131:88                   | Sydney           |
| 1997 | Adelaide          | 125:94                   | St Kilda         |
| 1998 | Adelaide          | 105:70                   | North Melbourne  |
| 1999 | North Melbourne   | 124:89                   | Carlton          |
| 2000 | Essendon          | 135:75                   | Melbourne        |
| 2001 | Brisbane Lions    | 108:82                   | Essendon         |
| 2002 | Brisbane Lions    | 75:66                    | Collingwood      |
| 2003 | Brisbane Lions    | 20.14 (134) - 12.12 (84) | Collingwood      |
| 2004 | Port Adelaide     | 17.11 (113) - 10.13 (73) | Brisbane Lions   |
| 2005 | Sydney            | 8.10 (58) - 7.12 (54)    | West Coast       |
| 2006 | Sydney            | 12.12 (84) - 12.13 (85)  | West Coast       |
| 2007 | Geelong           | 24.19 (163) - 6.8 (44)   | Port Adelaide    |
| 2008 | Geelong           | 11.23 (89) - 18.7 (115)  | Hawthorn         |
| 2009 | St Kilda          | 9.14 (68) - 18.8 (80)    | Geelong          |
| 2010 | Collingwood       | 9.14 (68) - 10.8 (68)    | St Kilda         |
| 2010 | Collingwood       | 16.12 (108) - 7.10 (52)  | St Kilda         |
| 2011 | Collingwood       | 12.9 (81) - 18.11 (119)  | Geelong          |
| 2012 | Hawthorn          | 11.15 (81) - 14.7 (91)   | Sydney           |
| 2013 | Hawthorn          | 11.11 (77) - 8.14 (62)   | Fremantle        |
| 2014 | Sydney            | 11.8 (74) - 21.11 (137)  | Hawthorn         |
| 2015 | Hawthorn          | 16.11 (107) - 8.13 (61)  | West Coast       |
| 2016 | Sydney            | 10.7 (67) - 13.11 (89)   | Western Bulldogs |

## Účastníci (2016)
- Adelaide Football Club (Crows), Adelaide
- Brisbane Lions Football Club (Lions), Brisbane
- Carlton Football Club (Blues), Carlton
- Collingwood Football Club (Magpies), Collingwood
- Essendon Football Club (Bombers), Essendon
- Fremantle Football Club (Dockers), Fremantle
- Geelong Football Club (Cats), Geelong
- Gold Coast Football Club (Suns), Gold Coast
- Greater Western Sydney Football Club (Giants), Sydney
- Hawthorn Football Club (Hawks'), Hawthorn
- North Melbourne Football Club	(Kangaroos), North Melbourne
- Melbourne Football Club (Demons), Melbourne
- Port Adelaide Football Club (Power), Alberton
- Richmond Football Club (Tigers), Richmond
- St Kilda Football Club (Saints), St Kilda
- Sydney Swans Football Club (Swans), Sydney
- West Coast Eagles Football Club (Eagles), Perth
- Western Bulldogs Football Club (Bulldogs), Footscray